# Jõgisoo (Lääne-Nigula)
Koordinaten: 58° 52′ N, 24° 0′ O
Jõgisoo (deutsch Jöggis) ist ein Dorf (estnisch küla) in der Landgemeinde Lääne-Nigula (bis 2017: Landgemeinde Kullamaa) im Kreis Lääne in Estland.

## Einwohnerschaft und Lage
Der Ort hat 45 Einwohner (Stand 31. Dezember 2011). Er liegt am Fluss Liivi (Liivi jõgi).
Im 20. Jahrhundert kaufte die russische Bauern-Agrar-Bank die Gegend auf. Sie verteilte die Grundstücke 1910 in 25 Einzelhöfe für estnische Kleinbauern.